# Veternica (Novi Golubovec)
 Veternica  falu Horvátországban Krapina-Zagorje megyében. Közigazgatásilag Novi Golubovechez tartozik.

## Fekvése
Krapinátóltól 8 km-re keletre, községközpontjától 2 km-re délnyugatra a Horvát Zagorje területén fekszik.

## Története
A veternicai birtokot 1515-ben Corvin János özvegye Frangepán Beatrix adományozta a pálosoknak. A mai káptalani kúria helyén korábban is egy kúria állt, melyet a rend még 1612-ben épített. Ennek bővítésével építtette fel a pálosok vikáriusa Martin Borković későbbi zágrábi püspök 1641-ben a mai tágas kúriát benne borospincével és lakássokkal, ahova a pálos atyák levegőváltozásra és pihenni jártak. Ugyanebben az évben építették fel a lepoglavai pálosok a Szűz Mária kápolnát, melyet a Hétfájdalmú Szűzanya és a Mindenszentek tiszteletére szenteltek fel. Ezt az északi főbejárat felett felirat is hirdette. A birtok a szerzetes rendek feloszlatása után 1786-ban kincstári tulajdonba került. 1808-ban I. Ferenc császár a csázmai káptalannak adta, illetve az egykori pálos birtok egy részét eladta. A kápolnát a káptalan 1890-ben megújíttatta. A káptalan papjai 1946-ig tartózkodtak itt, amikor a háborús károk miatt elköltöztek, a birtokot pedig az agrárreform keretében felosztották a parasztok között. Az épületegyüttest nemrég teljesen megújították.
A falunak 1857-ben 209, 1910-ben 429 lakosa volt. Trianonig Varasd vármegye Zlatari járásához tartozott. 2001-ben 184 lakosa volt.

## Nevezetességei
- Az egykori káptalani kúria és kápolna épületegyüttese 1641-ben épült, a kúriából, a kápolnából és egy gazdasági épületből áll. Egy 18. századi ábrázolás szerint az épület akkor még négy épületszárnyból állt, melyek erődszerűen négyszögben záródtak a déli oldalon toronnyal megerősítve egy belső udvart körülzárva. A kúria épülete mai formájában L alakú. A kápolnát 1744-ben barokk stílusban építették át, oltárát 1755-ben készítették késő barokk stílusban. Az épületegyüttest nemrég teljesen megújították,  ma a varasdi püspökség lelki központja.
- A veternicai hegyen a főút mellett állt a Szenvedő Jézus szobra, melyet a pálosok emeltek a 17. században. Itt építették fel később a hívek Szenvedő Jézus kápolnát, melyet a nép csak „Otac Bog” (Atyaisten) néven nevez talán azért mert a plébánia legmagasabb dombján épült. 1847-ben Nagyboldogasszony ünnepén szentelte fel Pavao Šiprak konjščinai plébános. Oltárán a Szenvedő Jézus szobra, töviskoronával a fején, kezében nádszállal. A kápolnát 1925-ben újították, ekkor egy kis előudvart is építettek hozzá. Legutóbbi restaurálása 1999-ben történt.

## Külső hivatkozások
- Novi Golubovec község hivatalos oldala
- Az épületegyüttes felújítása képekkel
- A kúria és a kápolna rövid története